# Filezija
Filezija (lat. Philesia magellanica), jedina vrsta u rodu filezija (Philesia), porodica Philesiaceae.
Filezija je vazdazeleni grm koji raste u kišnim šumama na jugu Čilea i otoku Ognjena zemlja. Može narasti do tri metra visine. U divljini je oprašuju kolibrići, cvjetovi su joj ružičasti, zvonolikog oblika i dugi oko 2 inča (5 cm). Listovi su maleni i zimzeleni.
Raste sporo i zahtjeva hladne i vlažne uvjete. Najviše joj odgovara temperatura ispod 24° danju, i ispod 16° noću.

## Galerija
- P. magellanica
- P. magellanica